# Теорема Линника про розклад згортки нормального розподілу та розподілу Пуассона
Теорема Линника про розклад згортки нормального розподілу та розподілу Пуассона — твердження в теорії ймовірностей. Згідно з теоремою Крамера, якщо сума двох незалежних випадкових величин має нормальний розподіл, то кожна з них також нормально розподілена. Аналогічне твердження має місце і для розподілу Пуассона (теорема Райкова). В теоремі Линника стверджується, що аналогічну властивість має згортка нормального розподілу та розподілу Пуассона.

## Формулювання теореми
Нехай розподілом випадкової величини {\displaystyle \xi } є згортка нормального розподілу та розподілу Пуассона та нехай {\displaystyle \xi } може бути представлена у вигляді суми двох незалежних випадкових величин {\displaystyle \xi =\xi _{1}+\xi _{2}}. Тоді розподіли випадкових величин {\displaystyle \xi _{1}} та {\displaystyle \xi _{2}} також є згортками нормальних розподілів та розподілів Пуассона.

## Коментар
Теорема Линника означає, що згортка нормального розподілу та розподілу Пуассона належить класу Линника {\displaystyle I_{0}}, тобто не має дільників, які не розкладаються.